# Superligaen 2009-2010
La Superligaen 2009-2010 è stata la 97ª edizione della massima serie del campionato di calcio danese e 20ª come Superligaen, disputata tra il 18 luglio 2009 e il 16 maggio 2010 e conclusa con la vittoria del FC København, al suo ottavo titolo.
La squadra campione parteciperà alla UEFA Champions League 2010-2011. La seconda e la terza classificata parteciperanno alla Coppa UEFA 2010-2011.

## Squadre Partecipanti
| Squadra      | Posizione nell'ultimo campionato    |
| ------------ | ----------------------------------- |
| Aalborg      | 7°                                  |
| HB Køge      | 1° in 1ª Divisione Danese 2008-2009 |
| Aarhus       | 6°                                  |
| Brøndby      | 3°                                  |
| Esbjerg      | 9°                                  |
| Copenaghen   | 1°                                  |
| Midtjylland  | 4°                                  |
| Nordsjælland | 8°                                  |
| Odense       | 2°                                  |
| Randers      | 5°                                  |
| SønderjyskE  | 10°                                 |
| Silkeborg    | 2° in 1ª Divisione Danese 2008-2009 |

### Classifica Finale
|  |     | Classifica 2009-2010 | Pti | G  | V  | N  | P  | GF | GS | DR  |
|  | --- | -------------------- | --- | -- | -- | -- | -- | -- | -- | --- |
|  | 1.  | Copenaghen           | 68  | 33 | 21 | 5  | 7  | 61 | 22 | +39 |
|  | 2.  | Odense               | 59  | 33 | 17 | 8  | 8  | 46 | 34 | +12 |
|  | 3.  | Brøndby              | 52  | 33 | 15 | 7  | 11 | 57 | 50 | +7  |
|  | 4.  | Esbjerg              | 50  | 33 | 13 | 11 | 9  | 48 | 43 | +5  |
|  | 5.  | Aalborg              | 48  | 33 | 13 | 9  | 11 | 36 | 30 | +6  |
|  | 6.  | Midtjylland          | 47  | 33 | 14 | 5  | 14 | 45 | 48 | -3  |
|  | 7.  | Nordsjælland         | 43  | 33 | 12 | 7  | 14 | 40 | 41 | -1  |
|  | 8.  | Silkeborg            | 43  | 33 | 12 | 7  | 14 | 47 | 51 | -4  |
|  | 9.  | SønderjyskE          | 41  | 33 | 11 | 8  | 14 | 32 | 37 | -5  |
|  | 10. | Randers              | 40  | 33 | 10 | 10 | 13 | 37 | 43 | -6  |
|  | 11. | Aarhus               | 38  | 33 | 10 | 8  | 15 | 36 | 47 | -11 |
|  | 12. | HB Køge              | 19  | 33 | 4  | 7  | 22 | 30 | 69 | -39 |

### Classifica Marcatori
| Calciatore        | Gol | Squadra     |
| ----------------- | --- | ----------- |
| Peter Utaka       | 18  | Odense      |
| Tim Janssen       | 15  | Esbjerg     |
| Dame N'Doye       | 14  | Copenaghen  |
| Rajko Lekic       | 13  | Silkeborg   |
| Morten Rasmussen  | 12  | Brøndby     |
| Christian Holst   | 11  | Silkeborg   |
| César Santin      | 11  | Copenaghen  |
| Kenneth Fabricius | 11  | SønderjyskE |
| Mikkel Beckmann   | 10  | Randers     |

## Verdetti
- Campione di Danimarca :  Copenaghen
- Copenaghen ammesso al 3º turno preliminare della UEFA Champions League 2010-11.
- Odense ammesso al 2º turno preliminare della UEFA Europa League 2010-11.
- Brøndby ammesso al 3º turno preliminare della UEFA Europa League 2010-11.
- Aarhus e  HB Køge retrocesse in Prima Divisione danese 2010/2011.